# Florian David Fitz
Florian David Fitz (München, 1974. november 20. –) német színész, rendező és forgatókönyvíró.

## Életpályája
1974. november 20-án született Münchenben. Szülei hoteltulajdonosok, húga jelenleg a hotel vezetője. A Fitz vezetéknév egy művészcsaládot takar: nagynénje, Lisa Fitz szintén színész, komikus.

## Filmográfia
| Bemutató  | Cím                                           | Szerep                       |
| --------- | --------------------------------------------- | ---------------------------- |
| 2000      | Der Bulle von Tölz                            | Flo Scherer                  |
| 2000      | Das Psycho-Girl                               | Kevin                        |
| 2000      | Hawaiian Gardens                              |                              |
| 2001      | Ice Planet                                    | Sam Rainsey                  |
| 2001      | A rendőrség száma 110                         |                              |
| 2002      | Verdammt verliebt                             | Tom Severin                  |
| 2003      | Raus ins Leben                                | Kai Wendlandt                |
| 2004      | Einmal Bulle, immer Bulle                     | Oliver Pfahl                 |
| 2004      | Csajok a csúcson 2.                           | Lukas                        |
| 2004      | Berlin, Berlin                                |                              |
| 2004      | Schulmädchen                                  | Florian                      |
| 2005      | 3° kälter                                     | Olli Engel                   |
| 2005-2007 | SOKO 5113                                     | Rollo Hofer / Sascha Jendras |
| 2005      | Álom és szerelem                              | Morris Green                 |
| 2005      | LiebesLeben                                   | Malte                        |
| 2005      | Bazi nagy török lagzi                         | Götz Schinkel                |
| 2005      | Liebe hat Vorfahrt                            | Robert Mayer                 |
| 2005      | Ausgerechnet Weihnachten                      | Fritz                        |
| 2006      | Se füle, se farka, avagy a meseírók beájulnak | Prinz Berthold               |
| 2006      | Eine Chance für die Liebe                     | Alexander Roller             |
| 2006      | Fast ein Volltreffer                          | Timo Hagemann                |
| 2006      | Leon & Lara                                   | Leon                         |
| 2006      | Summer moved on                               |                              |
| 2007      | Noch einmal zwanzig sein                      | Hans Klein                   |
| 2007-2009 | Doktor Martin                                 | Nils Breitens                |
| 2008      | A szerelem egy álom                           | Max Lessing                  |
| 2008-2011 | A férfi a legjobb orvosság                    | Dr. Marc Meier               |
| 2009      | Die Wölfe                                     | Thomas Feiner                |
| 2009      | Férfiszívek                                   | Niklas Michalke              |
| 2009      | Nachtschicht                                  | Kraut                        |
| 2010      | Vincent és a tenger                           | Vincent                      |
| 2010      | Amigo – Bei Ankunft Tod                       | Jupp Sauerland               |
| 2011      | Der Brand                                     | Valentin Stein               |
| 2011      | Férfiszivek 2.                                | Niklas Michalke              |
| 2012      | A világ fölmérése                             | Carl Friedrich Gauß          |
| 2012      | Jézus engem szeret!                           | Jesus                        |
| 2013      | Da geht noch was                              | Conrad Schuster              |
| 2014      | Lügen und andere Wahrheiten                   | Andi                         |
| 2014      | Hin und weg                                   | Hannes                       |
| 2014      | Die Lügen der Sieger                          | Fabian Groys                 |
| 2016      | A legkúlabb nap                               | Benno                        |
| 2016      | Terror – Ihr Urteil                           | Angeklagter Lars Koch        |
| 2016      | Kästner und der kleine Dienstag               | Erich Kästner                |
| 2016      | Isten hozott Németországban!                  | Philipp Hartmann             |
| 2018      | Mit szólnátok az Adolfhoz?                    | Thomas                       |
| 2018      | 100 dolog                                     | Paul Konaske                 |
| 2019      | Nyílt titkok                                  | Pepe                         |
| 2022      | Locked-in Society                             | Peter Mertens                |
| 2022      | Der Nachname                                  | Thomas Böttcher              |
| 2022      | Oskars Kleid                                  | Ben Kornmann                 |
| 2023      | Wochenendrebellen                             | Mirco                        |

## További információ
- Florian David Fitz a PORT.hu-n (magyarul)
- Florian David Fitz az Internetes Szinkronadatbázisban (magyarul)
- Florian David Fitz az Internet Movie Database-ben (angolul)
- Florian David Fitz a Rotten Tomatoeson (angolul)